# Z80000
El Z80000 es un procesador de 32 bits de Zilog, presentado en 1986, siendo una expansión de su predecesor de 16 bits, el Zilog Z8000. Incluye capacidades de multiproceso, un pipeline de memoria de seis niveles y una caché de 256 bytes. Su sistema de direccionamiento de memoria puede acceder a 4 GiB de RAM. Descrito en su momento como un mainframe en un chip, este procesador es, en muchos sentidos, equivalente al Intel 80386. Puede ejecutar código escrito para el Z8000, pero no es compatible con la arquitectura Intel x86 ni con el Z80.
Dieciséis registros de propósito general de tamaño variable están disponibles a través del uso de un fichero de registros de 64 bytes. El procesador incluye una MMU que provee de protección de memoria, algo importante para la multitarea y el direccionamiento de memoria virtual para almacenar temporalmente la RAM en un disco duro. El procesador tiene tres métodos de acceder a la memoria:
- modo compacto – pensado para programas pequeños, sólo puede acceder a 64 kB (equivalente al modo no-segmentado del Z8000)
- modo segmentado – 32,768 segmentos de 64 KiB o 128 segmentos de 16 MiB, haciendo un total de 2 GiB de memoria accesible
- modo lineal – acceso directo a 4 GiB

El procesador está diseñado para interoperar con otros circuitos integrados diseñados para usarse con el Z8000, como el coprocesador de coma flotante Zilog Z8070.
El Z320 es la versión CMOS del Z80000.